# Bieżuń (plaats)
Bieżuń (Duits: Lauffen) is een plattelandsstadje in de Poolse provincie (woiwodschap) Mazovië, gelegen in het district (powiat) Żuromiński. De oppervlakte bedraagt 12,07 km². De stad ligt aan de rivier de Wkra en telt 1903 inwoners (2005).

## Geschiedenis
Bieżuń kreeg stadsrechten in 1406, maar de eerste vermelding van de plaats dateert uit 14e eeuw. De stad ontwikkelde zich snel dankzij de goede locatie, tussen Pommeren en Litouwen. In de Middeleeuwen was Bieżuń een kleine plattelandsstad, waarvan de inwoners voornamelijk werkzaam waren in de visserij en landbouw. Na de oorlog in 1466 (tussen de Duitse Orde en de Poolse koning) begon Bieżuń snel te groeien. Vooral rond de marktplaats, in de buurt van de huidige Kościelnastraat, kwam uitbreiding. De bebouwing bleef landelijk, de eerste grote gebouwen, zoals een kerk en een watermolen, werden in de 16e eeuw gebouwd.

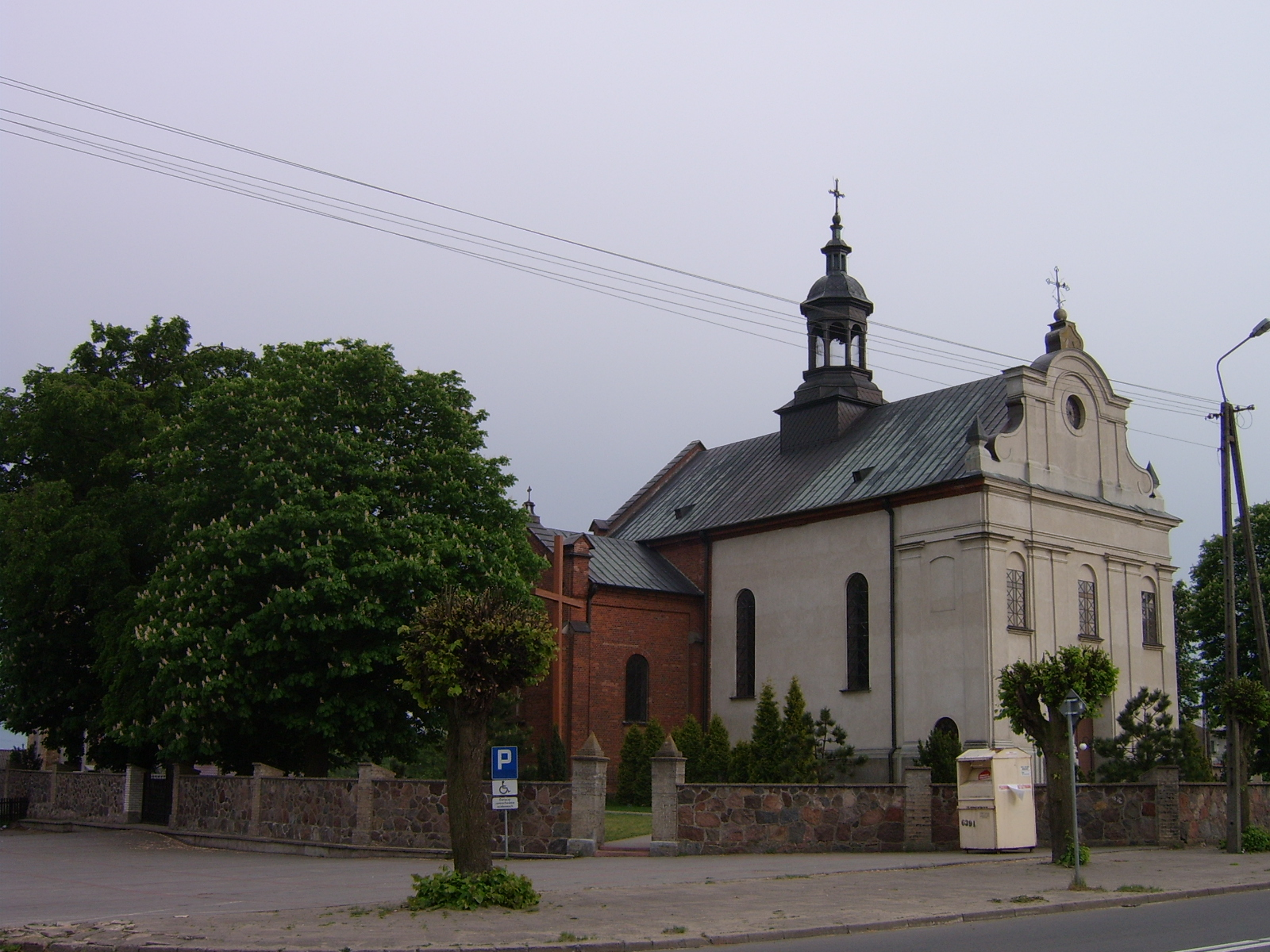
De parochiekerk van de Heilige Drievuldigheid uit de 18e eeuw

In de 17e eeuw werd er in Bieżuń een klein paleis voor de eigenaar van de stad gebouwd. Dit eerste paleis werd tijdens de Zweedse invasie vernietigd. De nieuwe eigenaar van Bieżuń, Andrzej Hieronim Zamoyski, besloot in de achttiende eeuw om een nieuw paleis en een nieuwe kerk te bouwen. De bouw van de kerk werd in 1778 voltooid. In die tijd waren er in Bieżuń 131 huishoudens. De aanwezigheid van Andrzej Zamoyski in Bieżuń was zeker de gunstigste periode in de geschiedenis van de stad. Dankzij zijn toestemming konden Joodse ambachts- en kooplieden zich in de stad vestigen.

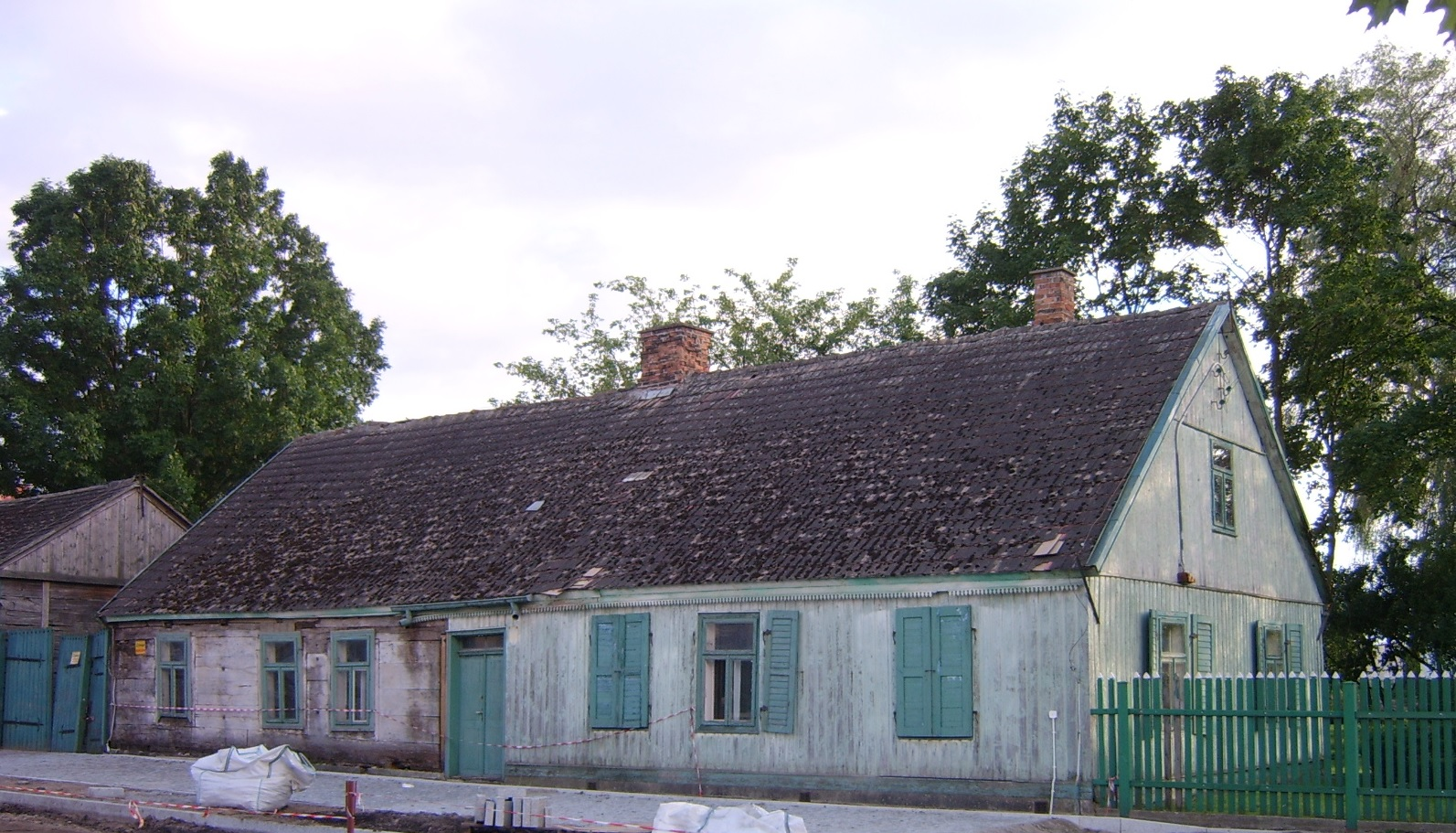
Het huis van Stefan Gołębiowski uit de 19e eeuw

In de eerste helft van de 19e eeuw kwam er weer een bloei van onder andere de ambachten, maar daarna volgde voor Bieżuń een sombere periode. Na de Januariopstand in 1863 werd de stad van haar stadsrechten beroofd. Bieżuń kreeg pas in 1993 opnieuw stadsrechten. Desondanks bleef Bieżuń een belangrijk lokaal centrum. Er bevonden zich onder andere een stadskantoor, een glasfabriek, een brouwerij, een looierij en een houtzagerij.
De Tweede Wereldoorlog verliep tragisch voor de stad. Van de ongeveer 3000 inwoners was zo'n driekwart Joods, slechts weinigen daarvan overleefden de vernietigingskampen. Ook onder de overige bevolking vielen veel slachtoffers.
Het huidige Bieżuń is bekend als centrum van pluimveehouderij. De stad ligt in de bossen van een natuurgebied is daardoor een geschikte plek voor recreatie.

## Bezienswaardigheden
- de parochiekerk van de Heilige Drievuldigheid uit de 18e eeuw
- het paleiscomplex uit de 17e eeuw
- de ruïne van een watermolen aan de rivier Wkra
- het huis van Stefan Gołębiowski uit de 19e eeuw
- het 'Museum van een Kleine Stad'
- de Joodse synagoge (herbouwd in 1904, tijdens de Tweede Wereldoorlog graanoplagplaats, nu een cultureel centrum)

## Geboren in Bieżuń
- Andrzej Hieronim Franciszek Zamoyski (1716-1792) – kanselier van de Kroon, ridder in de Orde van de Witte Adelaar
- Stefan Gołębiowski (1900-1991) – dichter, sociaal activist, vertaler van Horatius, ridder in de Orde Polonia Restituta
- Jerzy Bończak (1949) – film- en theateracteur, theaterdirecteur
- Piotr Małachowski (1983) – discuswerper, Europees en Poolse kampioen, tweevoudig deelnemer aan Olympische Spelen en winnaar van een zilveren medaille